# 音樂錄影帶
，通稱MV，是指與歌曲搭配的视频。

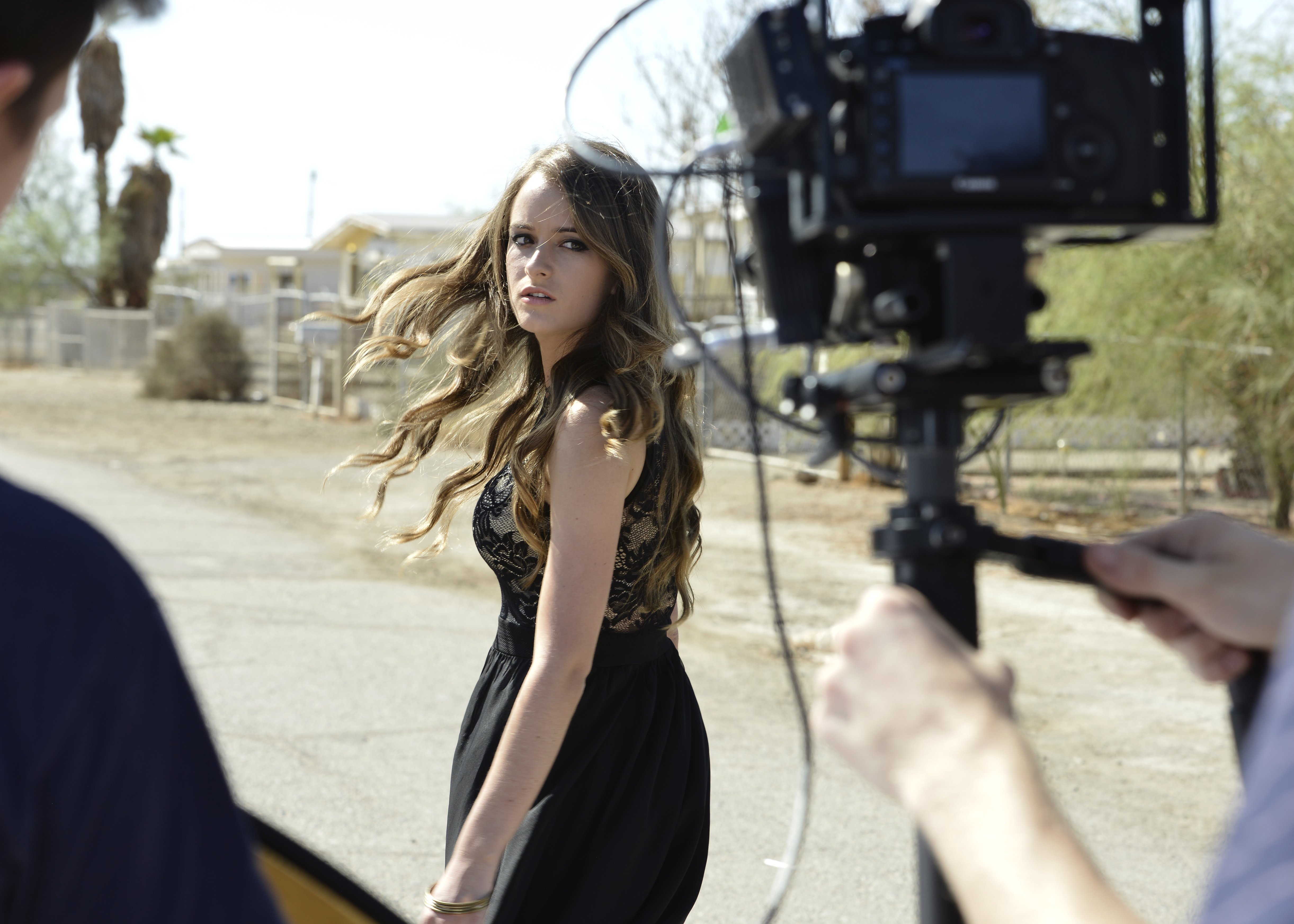
MV拍攝現場

在华人社會最通行的叫法为其英文名称“Music Video”的首字母缩写“MV”，但在中国大陆、台灣等地區，早年曾誤用「MTV」作其縮寫，一般認為是受到MTV頻道的影響。
現代的音樂錄影帶主要是為了宣傳音樂唱片而製作出來，即使音樂錄影帶的起源可以追溯至很久以前，但直到1980年代美國音樂電視網（Music Television，MTV）成立之後音樂錄影帶才開始成為現今的樣貌與普及，音樂錄像可以包括所有影片創作的形式，包含動畫、真人動作影片、紀錄片等。

## 早期歷史
在1910年，亞歷山大·史克里亞賓為了歌劇和一種叫做「Light Organ」的音樂器材，寫了一首交響曲《普羅米修士－火焰之詩》。在1920年代，奧斯卡·費斯琴格（適當的定義了視覺音樂這個名詞）的動畫電影搭配了管弦樂團彈奏的配樂。費斯琴格也製作了短拼的動畫影片，為了宣傳Electrola唱片公司新發行的唱片，這些影片很有可能就是史上第一支音樂影片。
在1929年，俄羅斯電影的革命者狄齊卡·維托夫（Dziga Vertov）製作了一部片長40分鐘的影片，叫做《Man with the Movie Camera》。這部電影實驗了拍攝真實事件的手法，有別於喬治·梅里斯（Georges Méliès）誇張的戲劇性表現方式。整部電影都使用了音樂作為背景（在放映的戲院由管弦樂團現場伴奏），而且完全沒有對白。這部電影特別之處在於，它利用了快速剪接和快速畫面的技巧，將整部電影的節奏和音樂結合，並讓觀眾產生情緒。這部電影被認為設定了紀錄片的拍攝原則，也對所有電影製作方面產生重要影響。

## 歷年紀事

佛萊迪·摩克瑞在1975年波希米亞狂想曲的音樂影片中演唱

- 1941年 - 一個新發明震撼了美國的俱樂部和酒吧：「The Panoram Soundie」是一種點唱機，並可在播放音樂的同時播放一小段短片。
- 1956年 - 好萊塢開始出現以音樂為主的電影類型。搖滾電影的浪潮開始，貓王的電影也開始盛行。這些電影有的將音樂表演融入故事劇情中，有的只是單純的諷刺電影。
- 1960年 - 在法國出現一種可以播放影片的點唱機－「Scopitone」，但並未獲得太大成功。
- 1962年 - 英國電視頻道創造了音樂影片節目的新樣貌。一些例如Top Of The Pops、Ready! Steady! Go!和Oh, Boy等節目造成轟動。
- 1964年 - 美國電視頻道適應並出現了第一個以音樂為主的節目－Hullabaloo，之後許多同類電視節目陸續出現，例如Shindig!和American Bandstand。披頭四也在節目A Hard Day's Night中演出。
- 1966年 - 第一個有整體概念的音樂宣傳影片開始播出，是披頭四的《Paperback Writer》和《Rain》兩首歌曲。在1967年初，有更多懷抱野心的宣傳影片開始出現，包括Penny Lane和Strawberry Fields Forever的影片。
- 1970年 - 唱片業界開始發現，電視節目是推銷旗下歌手絕佳的管道。他們開始拍攝短篇的宣傳影片，早期的音樂影片以歌手在電視節目舞台的表演取代了現場表演。
- 1975年 - 皇后合唱團推出了突破性的影片《Bohemian Rhapsody》，這支影片被認為是音樂影片時代開始的象徵，也設定了當代音樂影片的視覺語言。
- 1980年 - 大衛·鮑伊的音樂影片《Ashes to Ashes》推出。
- 1981年 - 音樂電視網（MTV），一個24小時播出的音樂衛星電視頻道開播。其特色是大量播出音樂影片，一開始只有少數的有線電視系統業者願意配合播出這個頻道，但很快的MTV開始引起流行並成為一種文化的象徵。
- 1984年 - 麥可·傑克森的音樂影片《戰慄（英语：Thriller (music video)）》（Thriller）推出，是史上第一支有故事性的音樂影片，此對往後音樂影片的內容帶來永久的影響。《The Making of Thriller》（戰慄幕後製作過程）的影片也在1984年發行。這也是第一部關於音樂影片幕後製作的影片。
- 1986年 - Peter Gabriel推出劃時代的《Sledgehammer（英语：Sledgehammer (song)）》音樂影片。
- 1986年 - 瑪丹娜最新英美冠軍單曲《Papa Don't Preach》引發鼓勵未婚少女成為未婚媽媽爭議。
- 1989年 - MTV音樂電視網將他們的「音樂影片先鋒大獎」改名為「 麥可·傑克森先鋒大獎」，以向麥可·傑克森在音樂影片領域的藝術成就致敬。
- 1989年 - 瑪丹娜推出音樂影片《Like A Prayer》，其中的種族和宗教表現造成爭議。
- 1989年 - 寶拉·阿巴杜以一支黑白音樂影片《Straight Up》迅速奠定流行舞后的地位。
- 1989年 - 珍娜·傑克森以《Miss You Much》音樂影片開始長達三年的節奏國度旋風。
- 1991年 - 超脫樂團（Nirvana）推出《Smells Like Teen Spirit》音樂影片，讓嘈雜音樂（Grunge）和科特·柯本（Kurt Cobain）成為美國和全世界的主流音樂。
- 1991年 - 瑪丹娜率先將新歌《Justify My Love》單曲和音樂影片作分開銷售，因影片內容過於情色被各大電視台禁播，反而造成錄影帶大賣，銷售突破百萬張。
- 1992年 - MTV音樂電視網開始標示音樂影片導演的姓名。
- 1992年 - 槍與玫瑰推出單曲《November Rain》的音樂影片，並成為當時有史以來成本最高的音樂影片之一。
- 1993年 - 10月31日香港有線電視的前身為「九倉有線電視」正式開台，當時本台是以「YMC台」名義於11台啟播、全球每日24小時播放粵語音樂錄影帶節目。
- 1994年 - 12月1日華娛衛視娛樂台的前身為「華僑娛樂電視廣播有限公司」（簡稱"華娛電視家庭台"）開始試播節目100個天(3個月及10個日)在1994年12月1日至1995年3月10日的每日12小時大多在衛星廣播的香港衞星電視中文台（STAR TV Chinese Channel）是香港衞星電視有限公司（STAR TV Network）洽得華娛電視家庭台播出華語衞星節目有兒童、處境喜劇、体操、劇集、青年、生活、文藝、婦女、資訊、綜藝與文化節目衛星傳播及音樂影片播出內容國語、粵語、日語和英語。試播為香港時間上午12:00時整至午夜00:00時整是部分香港華語衞星娛樂綜藝節目會同時於香港衞星電視中文台。
- 1995年 - 10月21日MTV音樂電視網頻道在台灣正式開播。
- 1995年 - 麥可·傑克森與珍娜·傑克森的單曲音樂影片《Scream》成為史上最貴的音樂影片，該影片總共花費了700萬美元，成為史上製作費用最為昂貴的音樂錄影。
- 1996年 - Pop-up Video在VH1頻道開播。
- 1996年 - 由於MTV音樂電視網逐漸以其他節目類型取代原本的音樂影片播放。因此M2頻道開播，也是一個24小時播放音樂影片的電視頻道。
- 1997年 - 麥可·傑克森的《Ghost》音樂影片成了史上最長的音樂影片（共39分鐘），另外據說《Ghosts》才是史上最貴的音樂錄影，其成本超過了《Scream》，但由於具體資料保密，所以現在《金氏世界紀錄》還是認證《Scream》為最貴的音樂錄影。
- 1999年 - M2頻道改名為MTV2。
- 2002年 - 由於MTV2播放的音樂影片越來越少，MTV Hits開播。
- 2006年 - Rekto樂團推出了全世界第一支可以遊玩的音樂影片遊戲－
- 2012年 - 泰勒絲的暢銷單曲《We Are Never Ever Getting Back Together》的音樂錄影帶是全世界第一部4K音樂錄影帶。

## 音樂電視頻道
以下是一些世界上知名的音樂電視頻道（以播放音樂影片為主）：

| - Black Entertainment Television (BET) - BlankTV - bpm:tv - C4TV - Channel [V] - CMT - Fuse TV - GOTV - GAC - MSSVision - MTV - 音樂電視網 - MTV Europe - 歐洲音樂電視網 - MTV HITS - Music Choice - MuchMusic - MuchVibe - MuchLOUD - PunchMuch | - MuchMoreMusic - MuchMoreRetro - Music 24 - Musique Plus - MusiMax - MYX - TMF - Telehit - The Box - VH1 - VIVA - ZTV |

## 音樂電視節目

### 台灣

#### MTV（音樂電視網）
- MTV封神榜 - 台灣地區流行音樂市場的票選排行榜節目
- 暢囂金榜 - 台灣地區音樂銷售排行榜節目
- Gimme5 - 音樂影片點播節目
- 妹妹看MTV - 由卡通角色評論音樂影片
- 音樂瘋 - 播放音樂影片
- MTV卡拉卡拉榜 - 以KTV點播率排行榜為主的節目

#### Channel [V]
- 普普風 - 播放音樂影片
- [V]接客 - 請歌手或藝人擔任特別主持人的音樂影片節目
- 音樂飆榜 - 綜合性音樂排行榜節目

### 其他國家
- 106 & Park（英语：106 & Park）
- Rage（英语：Rage (TV program)）
- Video Hits（英语：Video Hits (Australian TV series)）
- M Countdown
- TRL
- CD:UK Hotshots（英语：CD:UK Hotshots）
- Sidewalks: Video Nite（英语：Sidewalks: Video Nite）